# 揚げ出し豆腐

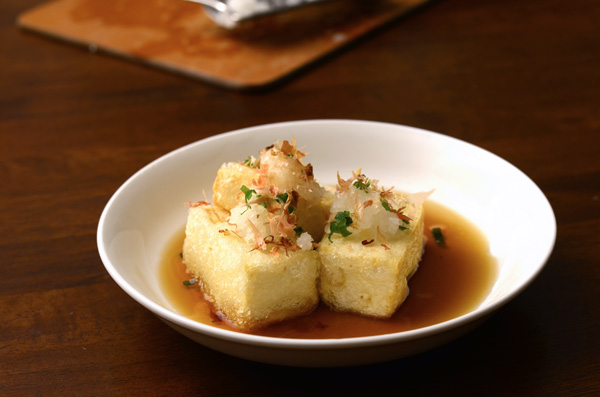
揚げ出し豆腐

揚げ出し豆腐（あげだしどうふ）は、豆腐に衣をまとわせて揚げ、だし汁または、醤油で味を付けたつゆをかけた料理である。

## 概要
揚げ出し豆腐は、片栗粉を豆腐にまぶして揚げたものと、小麦粉をまぶして揚げたものがある。これは、個人的な食の好みや家の伝統による違いである。片栗粉と小麦粉の衣の大きな差として、揚げたあとの油切れ、衣の食感、また片栗粉の場合、熱いだし汁をかけ少し時間を置くとつゆに適度なとろみが出る等違いがある。

## その他
戦前まで東京都台東区下谷元黒門町（現在の上野池之端）にあった老舗料理屋「揚出し」は、朝早くから揚げ出し豆腐を供し、風呂にも入れるということで吉原帰りの客に有名だった。同店は洋画家の小絲源太郎の生家。